# Libnotes (Libnotes) plomleyi
Libnotes (Libnotes) plomleyi is een tweevleugelige uit de familie steltmuggen (Limoniidae). De soort komt voor in het Australaziatisch gebied.